# Eunidia fusca
Eunidia fusca là một loài bọ cánh cứng trong họ Cerambycidae.